# Marmandès
El Marmandès, (en occità: Marmandés, en francès: Marmandais)) és un parçan o comarca d'Occitània situat a la Guiena. La seva vil·la principal és Marmanda.
Segons la proposta de divisió territorial d'Occitània del diari Jornalet, basada en l'obra de Frederic Zégierman Le Guide des pays de France, El Marmandès estaria ubicat a la regió de la Guiena, subregió d'Agenès.
Oficialment, les comunes del Marmandès estan adscrites administrativament al departament francès d'Òlt i Garona (centre-oest), a la regió administrativa de Nova Aquitània.